# الذوق الخاص
الذوق الخاص مسلسل دراما كوري كوميدي رومانسي انتج عام 2010 مقتبس عن رواية كورية عن مصممة ديكور.

## قصة المسلسل
يتعرض المسلسل لقصة فتاة تدعى «بارك جاي ان» تعمل مصممة ديكور، وهي طيبة جدا لدرجة السذاجة، لكنها فقدت الثقة في جميع الرجال نتيجة خيانة حبيبها لها مع صديقتها فقررت بعدها ألا تقيم أي علاقة مع أي رجل والابتعاد تماما عن العلاقات الخاصة.
لكن القدر يضع في طريقها المهندس الشاب الوسيم «جين هو» الذي يتميز بالاستقامة وحسن الخلق والسلوك المنظم، بعدما اضطرتها الظروف لتأجير له غرفة في منزلها، خاصة وأنه ادعى أنه لا يحب الفتيات ويميل للرجال أكثر؛ فرحبت به «بارك جاي ان» على أن يقيم معها في المنزل الذي تعيش هي فيه بمفردها.
فماذا سيكون رد فعل كايين عندما تكتشف أن شريكها في المنزل الذي كانت تظن انه مثلي الجنس ليس كذالك، وأنه قد وقع في حبها؟

## روابط
- Personal Taste official MBC website (بالكورية)
- الذوق الخاص على موقع IMDb (الإنجليزية)
- الذوق الخاص على موقع فيلمافينيتي (الإسبانية)
- الذوق الخاص على موقع ليتربوكسد (الإنجليزية)
- الذوق الخاص على موقع كينوبويسك (الروسية)
- الذوق الخاص على موقع قاعدة بيانات الفيلم (الإنجليزية)